# Ritratto di giovane (Tiziano Petworth House)
Il Ritratto di giovane è un dipinto a olio su tela (81x63,5 cm) di Tiziano, databile al 1510 circa e conservato a Petworth House, nel West Sussex.

## Storia e descrizione
L'opera proviene dalla collezione del conte di Laconfield e da Collis Baker venne riferito genericamente a un artista norditaliano del Cinquecento nel catalogo di Petworth House. Lo riferirono invece a Tiziano Morassi, Berenson e Pallucchini, datandolo al 1510 circa per la somiglianza con il Ritratto di giovane in pelliccia della Frick Collection.
Morassi ipotizzò anche che l'opera potesse essere un ritratto di Giorgione.
Su uno sfondo scuro e neutro, un giovane vestito di nero e con un cappello a tese ampie, con piuma e spilla, ruota la testa verso lo spettatore da una posizione di schiena. È ritratto a mezza figura e girato verso sinistra. Impugna davanti a sé un lastrone di marmo. Il volto, incorniciato dal cappello, è di una fisionomia pungente, con un naso dritto e appuntito, zigomi scavati, labbra carnose. I capelli sono biondi e ondulati, lunghi fino al collo, che farebbero pensare a un personaggio nordico, magari gravitante il Fondaco dei Tedeschi a Venezia.